# Bernard Desmousseaux de Givré
Pour les articles homonymes, voir Desmousseaux (homonymie).
Bernard Jean Erhard Desmousseaux de Givré est un homme politique français né le 1er janvier 1794 à Vernouillet (Eure-et-Loir) et mort le 26 août 1854 à Paris.

## Biographie
Il fait ses premières études à Paris, au collège Sainte-Barbe, puis son droit à Toulouse.
En 1812, âgé de 18 ans, il écrit un Éloge de Pascal, proposé par l'Académie des Jeux floraux où il s'efforce de mettre en lumière la vérité de son génie et y admire son esprit scientifique.
De 1815 à 1822, il vit à Dreux (Eure-et-Loir), faubourg Saint-Martin, auprès de son père, et y étudie des langues étrangères, l'histoire, les littératures comparées, le droit public et l'économie politique.
Il rencontre François-René de Chateaubriand qui décide de l'emmener avec lui à Londres comme attaché d'ambassade et pour lequel il rédige des textes au congrès de Vérone (1822).
En 1823, Chateaubriand devient ministre des Affaires étrangères et le fait nommer deuxième secrétaire d'ambassade à Rome où il passe plusieurs années. Ils s'y retrouvent en 1828, lorsque Chateaubriand est nommé ambassadeur auprès du Saint-Siège. La chute du ministère Martignac (1829) amène leur double démission.
Après les Trois Glorieuses, le duc de Broglie le fait nommer publiciste au département des affaires étrangères. A ce titre, il produit plusieurs études : "L'indemnité américaine", "L'Administration de l'État Romain" et deux "Mémoires sur la République du Mexique".
Il est élu député d'Eure-et-Loir en 1837 et s'intéresse particulièrement à la question d'Algérie (1840), colonie dans laquelle il se rend et y séjourne pendant plusieurs mois. Tout au long de ses mandats électoraux, il siège dans la majorité, soutenant la Monarchie de Juillet.
En 1849, il est réélu député d'Eure-et-Loir (droite orléaniste). Il décide de se retirer de la vie politique après le coup d'État du 2 décembre 1851 et se voue à l'éducation de ses fils et de ses deux neveux orphelins. 
Il meurt du choléra le 26 août 1854.

## Sources
- « Bernard Desmousseaux de Givré », dans Adolphe Robert et Gaston Cougny, Dictionnaire des parlementaires français, Edgar Bourloton, 1889-1891 [détail de l’édition]